# Godinus
Godinus (602? - 627 Chartres) byl franský šlechtic a majordomus královského paláce v Burgundsku.

## Životopis
Godinus po smrti svého otce Warnachara II., majordoma královského paláce v Burgundsku, usiloval o následnictví v otcově úřadě. I přes velkou přízeň, kterou jeho otec kvůli časté nepřítomnosti krále Chlothara II. v Burgundsku získal, se Godinovi nedařilo mandát od burgundské šlechty získat. Zejména skupina kolem vlivných vévodů Amalgara a Chramnelena z rodu Waltrichů se snažila všemi prostředky zabránit jeho jmenování. Když se k opozici přidal i Godinův švagr Arnebert, ztratil posledního spojence v řadách burgundské šlechty. Přesto se úřadu zmocnil tím, že vyvolal státní převrat, oženil se se svou nevlastní matkou Bertou, vdovou po svém otci a bez souhlasu krále Chlothara II. si úřad majordoma uzurpoval.
Sňatek s nevlastní matkou, který měl zajistit jeho mocenský nárok, byl podle kroniky Historia Francorum skandální a prohlášený smrtelným hříchem. Ačkoli takový sňatek nebyl ve francké právní praxi neobvyklý, podle kanonického práva byl postaven mimo zákon s hrozbou trestu smrti. Chlothar II. se přesto neodvážil proti Godinovi zasáhnout, šlechtický rod Warnacharů měl v Burgundsku ještě stále velký vliv a moc. Později si Chlothar II. našel záminku k trestu, Godina obvinil z porušení královského zákona Decretio Childeberti a do Burgundska vyslal Godinova švagra Arneberta s armádou, aby uzurpátora sesadil a zavraždil.
Godinovi se mezitím podařilo společně s manželkou Berthou uprchnout do Austrasie. V opatství Saint-Évre v Toulu našli útočiště, které jim poskytl Dagobert I. S jeho pomocí v krátké době dosáhli i usmíření s králem Chlotharem. Usmíření bylo dosaženo pod podmínkou rozvodu manželství Godina s nevlastní matkou Bertou, kromě toho mu Chlothar nařídil činit pokání za své hříchy na nejposvátnějších místech franské říše v Soissons, Paříži, Orléans a Tours. Zatímco Godinus s několika stoupenci zahájil svou cestu pokání, Berta se vrátila do Burgundska, kde Godina před Chlotharem II. obvinila ze snahy o znovuzískání úřadu majordoma a z přípravy jeho vraždy. Načež Chlothar II. poslal Waldeberta a Chramnulfa, dva ze svých věrných následovníků z klanu Waltrichů, spolu se skupinou ozbrojených mužů do Neustrie, aby Godina zajali a zabili. Chramnulfovi se podařilo získat Godinovu důvěru a nedaleko bran města Chartres ho v noci zavedl do místní usedlosti, kde si měl spolu se společníky odpočinout. Waldebert a jeho válečníci pak na usedlost zaútočili a Godina i většinu jeho stoupenců zabili.
Krátce po zavraždění Godina svolal Chlothar II. burgundskou šlechtu do Troyes, aby projednal nástupce v úřadu majordoma. Burgundská šlechta na tomto jednání nástupce do úřadu odmítla, v důsledku čehož bylo Burgundsko až do roku 641 ovládáno přímo králem.